# Salacia aurantiaca
Salacia aurantiaca är en benvedsväxtart som beskrevs av Wu Zheng-yi. Salacia aurantiaca ingår i släktet Salacia och familjen Celastraceae. Inga underarter finns listade.